# Automation och mekatronik
Automation och mekatronik är ett civilingenjörsprogram vid Chalmers tekniska högskola i Göteborg.
Automation och mekatronik är en civilingenjörsutbildning i gränslandet mellan maskin-, elektro- och datateknik. Det är en bred utbildning med fokus på styrning och reglering av integrerade system med både mekaniska och elektriska komponenter.